# Allianzverträge von Teplitz

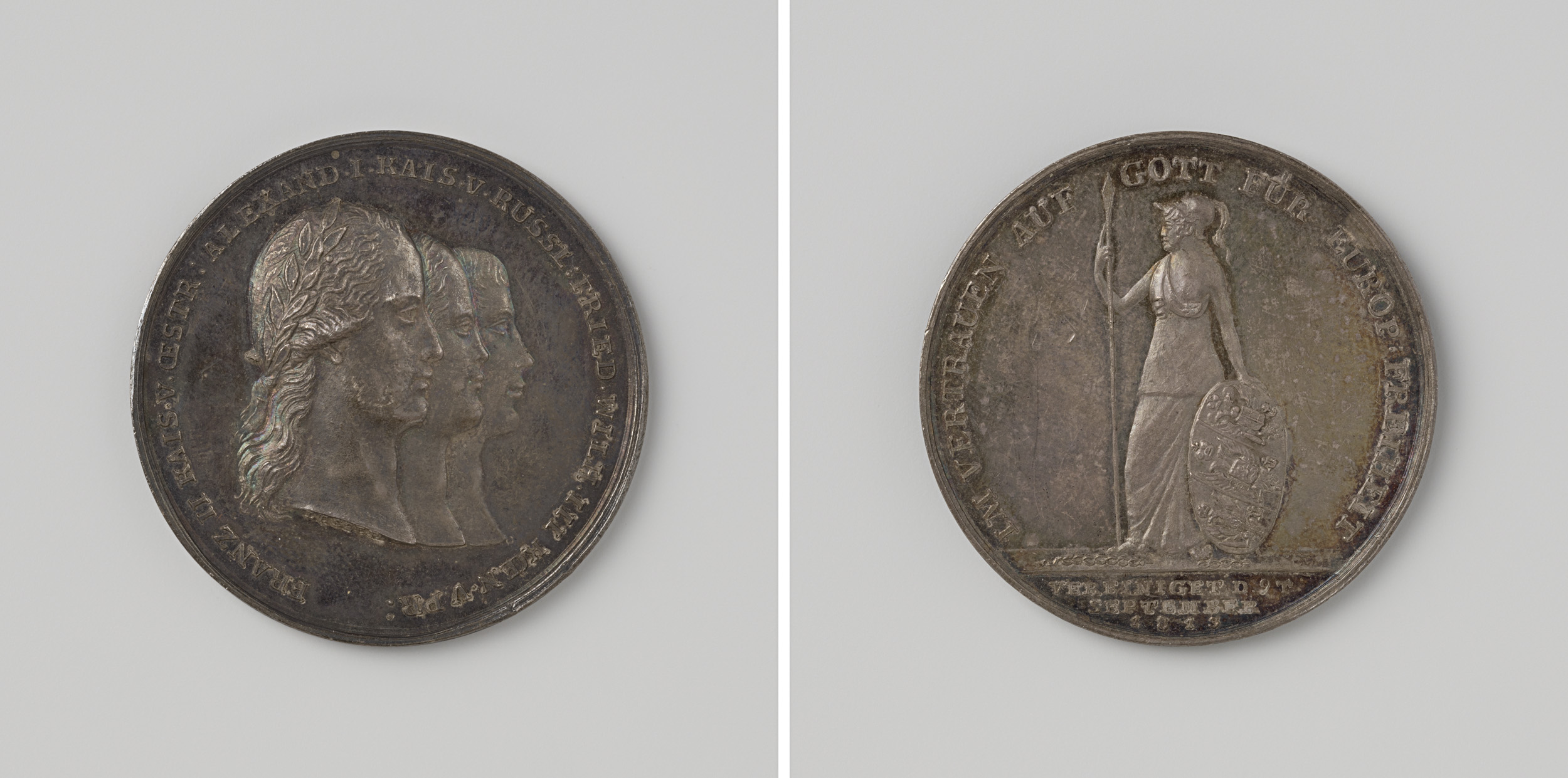
Medaille anlässlich der Allianzverträgen von Teplitz, Breslau 1813

Die Allianzverträge von Teplitz wurden am 9. September 1813 zwischen Russland, Österreich und Preußen gegen Napoleon abgeschlossen. Am 3. Oktober 1813 schloss Österreich in Teplice (dt. Teplitz) auch einen Vertrag mit Großbritannien. Damit entstand ein breites Bündnis gegen Frankreich.

## Vorgeschichte
Bereits in den Konventionen von Reichenbach (im Juni 1813 unterschrieben) hatte sich ein um Österreich verstärktes antinapoleonisches Bündnis abgezeichnet. Dabei erklärte sich Metternich einerseits zur Vermittlung zwischen den Verbündeten und Frankreich bereit, andererseits sagte er den Beitritt zur Allianz zu, sollte sich Napoleon einer auf der Wiederherstellung des europäischen Gleichgewichts basierenden Friedensordnung verweigern. Nach dem Scheitern des Friedenskongresses in Prag erklärte Österreich Napoleon am 11. August 1813 den Krieg (siehe auch 1813#Befreiungskriege).

## Inhalt
In den Allianzverträgen von Teplitz trat Österreich offiziell dem antinapoleonischen Bündnis von Preußen und Russland bei. Die Verträge wurden im Hauptquartier der Verbündeten unterzeichnet, das sich zu dieser Zeit im Teplitz im Erzgebirge befand. Für Russland unterschrieb Nesselrode, für Preußen Hardenberg und für Österreich Metternich. Insgesamt wurden sechs zweiseitige Verträge zwischen den einzelnen Partnern abgeschlossen. 
Die Beteiligten verpflichteten sich, nur gemeinsam Frieden zu schließen sowie mindestens 150.000 Soldaten zur gegenseitigen Unterstützung zu unterhalten. Außerdem wurden die meisten Punkte der Reichenbacher Konvention bestätigt. Teilweise wurde die Bestimmungen noch ergänzt. Ziel war, wie es in der Präambel hieß, die „Wiederherstellung eines billigen Gleichgewichts der Mächte“. Zu den Punkten gehörte auch die Wiederherstellung Preußens und Österreichs in den Grenzen von 1805. Hannover und die übrigen Staaten in Nordwestdeutschland sollten wieder hergestellt werden. Der Rheinbund sollte aufgelöst werden. Seine Mitgliedsstaaten sollten allerdings ihre volle Souveränität behalten. Auch den übrigen deutschen Staaten wurde Unabhängigkeit zugesichert. Portugal sollte wieder an die Braganza, Spanien und Neapel-Sizilien an die Bourbonen kommen. 
Großbritannien stimmte diesen Kriegszielen zu und Aberdeen und Metternich unterschrieben am 3. Oktober in Teplitz einen Bündnis- und Subsidienvertrag. Darin verpflichtete sich Großbritannien zur Zahlung von Finanzhilfen in Höhe von 1 Million Pfund Sterling. Auf der anderen Seite war die Vergrößerung Hannovers um etwa eine Viertelmillion Einwohner vorgesehen. Auch Schweden trat der Koalition bei. Damit stand Napoleon erstmals einem bislang nicht gekannten breiten Bündnis gegenüber. Metternich gelang es zudem, Bayern zum Austritt aus dem Rheinbund zu bewegen. Nach der Völkerschlacht von Leipzig schlossen sich weitere 29 deutsche Staaten dem Bündnis an.